# 컨트리 음악
컨트리 음악(영어: country music, country and western 또는 hillbilly music)은 대중 음악의 한 장르로 미국의 전통 음악이다. 1920년대 초반 북아메리카 남쪽 애팔래치아산맥에 이주해 온 이민자들이 유럽에서 다양한 음악과 악기들을 가지고 왔다. 다양한 인종 집단으로부터 유래한 음악 사이의 상호작용은 북아메리카 지역에 독특한 음악이 탄생하게 하였다. 이 시대에 레코딩된 음악인 컨트리 뮤직은 '옛날 음악'이라고 불린다. 19세기 독일, 스페인과 이탈리아에서 텍사스주로 이민 온 유럽인들의 그룹은 멕시코인계, 인디언계 미국인들과 상호작용하였고, 이러한 결과로 텍사스는 독특한 음악 문화를 만들었다.
대부분의 음악 장르의 앨범 판매율은 2005년부터 지속적으로 감소하고 있지만, 2006년 컨트리 음악은 미국 판매량이 3천 6백 만 장을 기록하며 전년 대비 17.7%나 오르며 최고의 한 해를 보냈다. 또한 컨트리를 주 장르로 삼은 가수들은 판매량이 모두 최고였는데, 미국의 컨트리 가수 가스 브룩스는 미국에서만 1억 2천 8백만 장을 팔며 가장 음반을 많이 판 가수로 기록되었다.

## 미국에서의 컨트리 음악 역사
1920년대 최초의 상업적 목적으로 레코딩된 컨트리 음악은 "Sallie Gooden"이다. 콜롬비아 레코드사는 "hillbilly"라는 단어를 사용하였다. Jimmie Rodgers and the Carter Family는 컨트리 음악에 가장 영향력을 행사한 뮤지션이다. 그들은 블루스와 컨트리 음악을 혼합하여 표현하였다.
1950년대에 들어서자 많은 컨트리와 조화를 이루는 많은 장르들이 생겨났는데, 대표적으로 컨트리 소울, 컨트리 록 등이 있다.
한편 2006년 컨트리를 주 장르로 데뷔한 아이돌 가수 테일러 스위프트의 2008년 싱글 "Love Story"는 닐슨 BDS CHR / 탑 40 차트에 1위에 도달하였고, 그 외 많은 국가에서 상위권 진입을 하며 세계적인 컨트리 가수로 이름을 알린다. 스위프트의 다음 싱글 "You Belong with Me" 역시 정상을 차지한다. "Love Story"와 "You Belong with Me"는 베스트 셀링 싱글이기도 한데, "Love Story"는 4백4십만건의 디지털 판매를 하였으며 오프라인 판매량으로는 둘다 3백만장 이상을 팔아치웠다. 2010년 스위프트의 컨트리 앨범 Fearless는 시상식에서도 인정받아 그래미 상에서 올해의 앨범상, 이 외에 아메리칸 뮤직 어워드 등 여러 시상식에서 수상을 한다.
같은 해 후티 앤 더 블로우피쉬의 보컬리스트 다리우스 럭커는 컨트리 음악 장르의 두 번째 솔로 앨범 Learn to Live를 발매한다.

## 개요
컨트리 음악은 전통적이지만 비슷한 테마 안에서 무한히 응용될 수 있는 장르이다. 블루스처럼 그 두 장르는 종종 테마와 멜로디, 노래에서 비교된다. 컨트리는 그 핵심은 간단한 음악이다. 이 노래의 대부분은 3개의 멜로디와 쉬운 멜로디로 이루어진다. 그러나 이 형태는 매우 기본적이어서 그들은 다양한 스타일로 변형이 가능하다. 홍키 통크의 현실 반영적 사운드에서 웨스턴 스윙의 재즈적인 즉흥 연주들까지 다양하다. 컨트리 음악은 미국 남부 포크 음악에서 파생되었는데 애팔래치아산맥과 블루스 그리고 고전 컨트리는 기타와 피들을 사용하는 등 다분히 포크적이다. 장르가 발전해나감에 따라 옛 음악은 전통 컨트리 주도의 리드미컬한 기타와 피틀 연주로 발전하여 모던 컨트리 뮤직의 기초가 되었는데 홍키 통크, 웨스턴 스윙(초기 컨트리적 요소)에서 팝을 기본으로 하는 컨트리폴리탄과 락에 영향을 받은 베이커스필드 사운드(모던 컨트리적 요소)까지 발전했다.

## 장르
고전 컨트리
블루그레스 : 블루그레스 뮤직은 컨트리 음악의 뿌리를 형성했던 전통적인 현악단에서 파생되었다. 40년대 컨트리 뮤직은 다른 방향들로 갈라지기 시작했는데 홍키 통크와 컨트리 팝 장르가 그들의 일원이 되었다. 어떤 컨트리 가수는 통적인 현악단을 구성했다. 빌 몬로에 의해 이끌어진 이들 음악인들은 기본적인 현악단의 틀을 유지했지만 음악을 좀 더 빠르고 어렵게 만들었고 기술적인 발전을 이뤄냈다. 결과는 블루그레스였다. 그 장르는 빌 몬로의 백밴드인 블루그레스 보이즈의 이름을 딴 것이다. 40년대 중반 시작된 이 장르는 50년대 인기를 끌었고 그 사운드는 컨트리의 일부가 되었으며 그들의 발자국을 따라가는 많은 밴드들을 거느리게 되었다. 60년대 후반 다수의 블루그레스 그룹들은 장르의 가능성을 넓히기 시작했다. 따라서 블루그레스 그룹의 새로운 뿌리는 프로그레시브 블루그레스 그룹으로 발전했고 블루그레스의 음악적 유산을 이어받은 사람들은 전통 블루그레스라는 이름을 붙였다. 30년 동안 프로그레시브 블루그레스는 자주 바뀌었지만 전통 블루그레스 사운드는 거의 바뀌지 않았다. 세부 장르로는 블루그레스 가스펠과 컨템포러리 블루그레스, 프로그레시브 블루그레스, 전통 블루그레스가 있다.
컨트리 가스펠 : 컨트리 가스펠은 컨트리 뮤직에서 가장 오래된 장르이다. 그것이 다소간 시간에 따라 변화하긴 했으나 컨트리 가스펠은 모든 컨트리의 세부 장르를 통틀어 가장 간단한 음악이었다. 컨트리 가스펠의 사운드는 전통 컨트리와 비슷해보이지만 유일한 차이점은 주제가 세속적이지 않고 종교적이었다는 것이다. 전통 컨트리처럼 컨트리 가스펠의 사운드는 좀 더 부드러워졌고 ‘팝’스럽게 변했고 70년대 초반까지 그것은 거의 주류 팝 시장의 멋진 사운드와 구별할 수 없는 지경에 이르렀다. 그 유행은 70년대와 80년대 계속 진행되었고 90년대 컨템포러리 컨트리 가스펠은 CCM의 어덜트 컨템포러리적 성향에서 정체성을 찾았다. 그것은 언제나 작은 보컬 합창단 그리고 현악기로 정체성을 유지했다. 대표적 장르로는 블루그레스 가스펠이 있다.
카우보이 : 카우보이 뮤직은 원래 진짜 올드 웨스트로부터 내려온 것이다. 그 연주는 가축을 타면서 시간을 보내던, 열린 무대에서 불린 노래들로 이루어졌다. 이 전통은 그의 수반되는 생활 양식이 사라진 후에도 컨트리와 웨스턴 뮤직의 정보를 이루었다. 낭만적인 카우보이 이야기들은 여전히 다수에게 매력을 끈다. 그 매력은 무수히 많은 서부와 카우보이 영화의 생산으로 이어졌다. 그리고 그 영화들은 카우보이 음악에 대한 흥미로 재기했다. 사실 재기라기보단 많은 미신에 대한 궁금증이었다. 로이 로저스와 진 오트리와 같은 가수/배우는 카우보이 인생의 분위기를 이끌어내는데 노력했다. 카우보이 송의 공연과 생산은 전후 맥락에 크게 의존하는데 영화 사운드트랙은 보통 현대적인 사운드트랙 스타일의 오케스트라로 녹음을 했지만 선즈 오브 파이오니어와 같은 옛날 그룹은 전통적인 어쿠스틱 악기에 의존했다. 그것은 카우보이 음악의 정신이었지만 보통 컨트리 뮤직에서 살아남았던 특별한 스탠다드 곡보다는 몇몇 아티스트들은 전통을 보존하려고 했고 그들의 관객들에게 정확한 카우보이 송을 가르쳤다. 마이클 마틴 머피는 90년대의 이런 노력의 중심이 되었다. 세부 장르로는 로데오가 있다.
홍키 통크 : 소란스러운 남부의 바에서 탄생한 홍키 통크는 컨트리 음악과 가장 관련이 있는 장르이다. 그것은 오랫동안 주요 장르로 남아있었는데 주류 컨트리가 시간이 지나면서 그 스스로 되살린 것이다. 영감의 근원은 인기 트렌드가 그 뿌리로부터 컨트리 음악을 가져가기 시작했을 때이다. 기본적인 홍키 통크 사운드는 어쿠스틱, 일렉 기타, 피들, 베이스 기타, 스틸 기타 등이 특징인데 그것은 하와이의 음악에서 건너온 것이다. 반면 보컬은 전통 컨트리의 ‘마시고 놀며 법석을 떠는’ 사운드로 불린다. 행크 윌리엄스와 어니스트 터브의 거칠고 비음이 가득한 소리 또는 레프티 프리젤과 조지 존스의 부드럽고 깔끔한 소리가 특징이다. 음악처럼 홍키 통크의 가사는 감정적으로 간단하고 직설적이었으며 종종 상처받기 쉽고 감정적으로 해방된 느낌으로 묘사된다. 시골에서의 삶을 묘사하는 대신 홍키 통크의 주제는 도처에 널린 것들이면 모두 된다. 낭만, 파티 그리고 좋은 시간을 축하하는 것들은 꽤 보편적이었지만 홍키 통크는 특히 이면을 노래하는 것으로 유명했다. 비통, 불륜, 알코올로 찌든 고통, 숙취 후의 회한 그리고 종교적인 죄 등이었다. 비록 그것은 보통 시골의 음악으로 생각되기 쉽지만 홍키 통크는 사실 남부 도시로 이주한 시골 이민자의 결과라고 볼 수 있다. 특히 텍사스에서 그랬다. 그 장르는 2차 세계대전 당시 인기를 끌었고 어니스트 터브가 최초의 스타였지만 그러나 홍키 통크의 전성기는 50년대였다. 싱어송라이터였던 행크 윌리엄스는 그의 50년대 초 전성기였고 레프티 프리첼은 그의 부드럽고 아름다운 멜로디 구조와 풍부하고 맑은 테너 톤으로 컨트리 음악의 판도를 바꿔놓았다. 조지 존스는 50년대 중반 전성기를 누렸는데 프리첼의 혁신성에 깜짝 놀랄 감정을 추가함으로써 컨트리에서 가장 대단한 가수가 되었다. 홍키 통크는 로커빌리와 컨트리 팝이 주류 팬들을 휘어잡은만큼은 아니었지만 그 사운드는 다가올 60년대에 컨트리 팝에 대항하는 장르가 되었다. 60년대의 베이커스 필드, 70년대의 프로그레시브 컨트리, 80~90년대의 뉴 트레디셔널 컨트리 등 말이다. 세부 장르로는 베이커스필드 사운드, 트럭 드라이빙 컨트리 등이 있다.
웨스턴 스윙 : 웨스턴 스윙은 컨트리 뮤직의 가장 절충적인 형태고 그것의 자유로운 다양함 속에서 그것은 로큰롤 무대를 장식했다. 전통 현악단에 근거한 웨스턴 스윙은 또한 전통 팝 멜로디와 재즈의 즉흥성, 블루스, 포크 등을 포함해 넓은 형태의 오락거리를 제공했고 미국 음악의 절충적 형태가 되었다. 밥 윌리스와 밀톤 브라운은 30년대 이 장르로 인기를 끌었고 윌즈는 이 장르의 아버지로 불린다. 그는 수십 년간 인기를 끌었는데 그 동안 그는 많은 히트 싱글을 냈다. 점차 인기는 줄었지만 웨스턴 스윙은 20세기에 인기를 끌었으며 70년대 초반, 90년대 초반에 종종 높은 인기를 기록하긴 했다. 대표적인 장르로는 웨스턴 스윙 리바이벌이 있다.
모던 컨트리
얼터너티브 컨트리 : 얼터너티브 컨트리는 전통 컨트리를 연주하지만 규칙을 조금 변형한 밴드들을 나타낸다. 그들은 내슈빌의 히트메이킹 전통을 따르지 않으며 통념에 어긋나는 방식을 취하지도 않는다. 대신에 얼터너티브 컨트리 밴드는 컨트리 산업의 스포트라이트 밖에서 작업을 하며, 종종 싱어송라이터와 로큰롤의 가사, 음악적 정서를 엎어버린다. 세부 장르로는 얼터너티브 컨트리 록과 아메리카나, 네오 트레디셔널 포크가 있다.

컨템포러리 컨트리 : 70년대 후반과 80년대 초반 팝이 기본이 되는 어반 카우보이 스타일의 성장에 따라 조지 스트레이트와 랜디 트레비스와 같은 가수들은 컨트리 뮤직을 그 뿌리로 가져오는데 초점을 두었으며 ‘뉴 트레디셔널리스트’라는 이름의 복고 운동을 시작했다. 그들의 사운드가 고전 홍키 통크에 중점을 두었지만 새로운 기술과 장비의 장점을 받아들여 순수한 컨트리 뮤직과 비슷한 사운드를 낼 수 있게 되었다. 그것의 발단으로 컨템포러리 컨트리는 새로운 모습을 이뤄냈는데 뉴 트레디셔널리스트 컨트리의 기반을 만들어냈으며 그것 팝과 록의 감성을 주입시켰다. 80년대 말과 90년대 초에 컨템포러리 컨트리는 비록 더 많은 팬 층을 거느렸고, 가스 브룩스와 그의 잠재적인 ‘록’스러움이 적지 않았음에도 여전히 핵심은 컨트리와 같았다. 비록 팝과 크로스오버된 히트 싱글들은 여전히 희귀한 것들이지만 컨템포러리 컨트리 음반은 브룩스의 성공으로 전례없는 판매고를 기록했다. 그리고 컨템포러리 컨트리가 남자 가수에 제한되는 것이 아님에도 장르의 거대한 가능성의 수혜자가 되었다. 90년대 중반에 주를 이룬 이 남성 아티스트 중심의 흐름은 컨트리를 투지와 명료함으로 섞었고 그리고 많은 것을 통해 강한 영향력을 행사했던 뉴 트레디셔널리스트 운동을 이끌었다. 이런 요소들로 결국 컨템포러리 컨트리는 팝 음악 시장의 주류로 떠올랐으며 하였으며 다수의 여성 가수들은 크로스오버적인 성공을 활발히 추구하기 시작했다. 가장 확실한 경우로는, 그들의 음악이 스스로 초기 팝/록 적인 요소, 특히 보컬로부터 차별화했다는 것이다. 컨템포러리 컨트리가 그 뿌리로부터 변화했지만 90년대 후반 셔나이어 트웨인, 리안 라임즈, 딕시 칙스 그리고 페이스 힐의 더 많은 사람들에게 공연하겠다는 이런 의지는 굉장한 인기를 누리게 되었다. 노래가 네오 홍키통크나 팝과 비슷하던 말던, 컨템포러리 컨트리는 항상 밝은 느낌에 의해 인기를 끌었고 가끔 신시사이저를 도입했지만 결국은 부드럽고 세련된 느낌을 유지했으며 컨트리와 록 그리고 팝 팬들에게 듣기 쉽게 만들어졌다. 세부 장르로는 네오 트레디셔널 컨트리, 어반 카우보이 등이 있다.
프로그레시브 컨트리 : 프로그레시브 컨트리는 60년대 말 컨트리 주류 음악이었던 내슈빌 컨트리의 세련됨, 팝에 근거하는 사운드에 대한 반작용으로 발달했다. 베이커스필드 컨트리의 여유있고, 강력한 사운드와 밥 딜런, 클래식 홍키 통크, 로큰롤의 자기 성찰적 싱어송라이터 등에 골고루 영향을 받은 프로그레시브 컨트리는 로큰롤의 로큰롤 초기에 발생한 최초의 반 내슈빌 운동의 시작점이었다. 프로그레시브 컨트리는 당대 장르들에 비해 뿌리가 더욱 많고 지적이다. 그것은 히트를 기록하기보다는 경계를 허무는데 노력을 했다. 크리스 크리스오퍼슨, 윌리 넬슨, 빌리 조 샤버, 톰.T.홀, 지미 데일 길모어, 버치 행콕 등 장르는 이런 중요한 가수들의 작곡 위주의 장르였다. 이런 가수들은 기존 관례에 비하면 썩 훌륭한 가수는 아니었지만 그들은 독특하고 개인적인 곡들을 썼으며 매력적인 목소리를 가지고 있었다. 70년대 초반까지 그런 아티스트들은 상당한 규모의 추종자들을 이끌었고 프로그레시브 컨트리는 점차 주류 음악이 되었고 많은 버전으로 커버했다. 대표적으로 새미 스미스가 크리스오퍼슨의 Help Me Make It Through the Night를 커버해 컨트리 차트 10위권에 진입했다. 프로그레시브 컨트리는 또한 다른 컨트리에 많은 영향을 주었는데 매우 현실에 입각한 장르였다. 70년대 중반 컨트리 팝의 차트 정상권 진입을 막았을 정도이다. 70년대 후반 반동자의 5년간의 위세를 떨친 후에도 프로그레시브 컨트리는 여전히 존재했다. 80년대 말에 얼터너티브 컨트리가 등장할 때까지도. 대표적인 장르로는 컨트리 포크, 프로그레시브 블루그레스 등이 있다.
컨트리 팝 : 로큰롤의 등장에 앞서 컨트리 음악은 제한된 시장 밖에서는 거의 들리는 법이 없었고 다른 접근 가능한 곳에서 원천 봉쇄가 되었다. 로커빌리가 발생했을 때, 그러나 컨트리 음악가들은 이런 친밀감들이 전통 컨트리와 새로운 스타일 사이에서 고민을 하게 되었고 그것은 최초로 크로스오버를 시도하게 된 계기가 되었다. 주류에 잠깐 손을 대게 된 것은 컨트리 팝의 시초로 본다. 그것은 컨트리에 영향을 받은 음악들, 즉 홍키 통크와 직접적으로 반대되는 것들이 매스 미디어를 통해 복합될 수 있다는 걸 깨달았기 때문에 발달했다. RCA 레코드의 프로듀서였던 쳇 에킨스는 컨트리 팝의 최초의 선구자로 대우받는데 도시적 감각과 시골적 느낌을 섞은 컨트리 폴리탄 사운드를 만들어냈다. 컨트리 송의 멜로디와 노래 구조가 매우 간단했기 때문에 그들은 팝에 근거하는 포맷과 결합했을 때 더욱 효과를 낼 수 있었다. 이런 접근은 엣킨스의 부드럽고 세련된 스타일에 적응할 수 있었던 가수들이 성공할 수 있는 근거를 만들어주었다. 특히 짐 리브스가 있었던 데카 레코드 프로듀서였던 오웬 브래들리는 그의 가수들을 위해 좀 더 풍부한 사운드를 만들어냈는데 파스티 클라인의 천사같은 목소리로 대표되는 환경을 제공했다. 컨트리 폴리탄 팝은 결국 내슈빌 사운드라는 이름이 붙어졌다. 왜냐하면 그 모든 레코드들이 내슈빌에서 발매되었기 때문이다. 그러나 그런 가수들이 많은 히트를 쳤음에도 많은 컨트리 팝에 대한 반발은 60년대 내슈빌 스타일에 적응하지 못했던 가수들에 의해 발생했다. 베이커스필드 사운드에서 최초로 발생했는데 그의 강력한 비트와 전기적 악기, 옛 홍키 통크에 대한 애정 등이 이유였다. 그럼에도 내슈빌 사운드는 주류 컨트리에서 많은 인기를 누렸다. 사실 그것은 70년대에 더 인기를 누렸는데 프로듀서 빌리 세릴 덕분이었다. 그는 오케스트라와 녹음을 거창하고 상세하게 만들었던 사람이었다. 그리고 록 프로듀서였던 필 스펙터의 소리의 벽 기법은 에킨스와 브래들리에게도 적용이 되었다. 조지 존스, 테미 배넷, 찰리 리치 그리고 콘웨시 트위티 등은 이 방법으로 많은 혜택을 받았다. 컨트리 태핑을 도입한 팝과 꽤 비슷한 컨트리 팝 사운드는 또한 수년간 컨트리 방송을 하지 않는 곳에서도 울려퍼졌는데 밥 딜런과 버즈 그리고 플라잉 뷰리토 브라더스 등에 의한 컨트리 록 때문이었다. 이런 사운드는 글렌 캠벨, 존 덴버, B.J. 토마스 등에 의해 더욱 이용되었다. 70년대 중반은 사회의 통렬함에 대한 반발로 나타났다. 그것은 컨트리 송의 절충적 형태였지만 70년대 말 어반 카우보이라는 영화는 컨트리 팝의 다양함으로 인기를 끌었다. 그것은 소프트 록의 영향으로 섞였기 때문이다. 80년대 말은 뉴 트레디셔널리스트 운동이 홍키 통크 뿌리로 돌아가자는 운동을 했지만 그의 세련된 방식은 컨트리 팝을 새로운 영역으로 접근할 수 있게 했다. 그것은 로큰롤의 강력한 비트와 소리 확장 기술 등에 영향을 받았다. 이런 사운드는 가스 브룩스를 90년대 스타로 만들었고 빌리 레이 사이러스에 크로스오버적인 성공을 가져다 주었다. 90년대 말에 이런 자극은 셔나이어 트웨인, 리안 라임스, 페이스 힐 등의 여자 가수들을 변화시켰다. 그것은 컨트리 팝이라는 이름이 소프트 록, 아레나 록 등의 스타일로 변화될 수 있음을 시사했다. 대표적인 장르가 컨트리 록, 내슈빌 사운드, 어반 카우보이 등이 있다.

## 같이 보기
- 컨트리 음악 명예의 전당 박물관
- 미국 남부의 문화
- 음악 장르
- 미국의 음악
- 팝 음악